# 김도현 (1992년)
김도현(1992년 ~ )은 대한민국의 배우이다.

## 출연 작품

### 드라마
| 연도        | 방송사 | 제목                                | 역할   | 비고     |
| ----------- | ------ | ----------------------------------- | ------ | -------- |
| 2020 ~ 2021 | SBS    | 월화드라마 《펜트하우스》           | 도비서 | 21부작   |
| 2021        | SBS    | 금토드라마 《펜트하우스 2》         | 도비서 | 13부작   |
| 2021        | SBS    | 금요드라마 《펜트하우스 3》         | 도비서 | 12부작   |
| 2022        | ENA    | 수목드라마 《이상한 변호사 우영우》 | 김우성 | 특별출연 |

### 연극
- 2017년 : 《올모스트 메인》
- 2017년 : 《지하철 랩소디》- 안상수 역
- 2018년 : 《세 친구들의 이야기》
- 2019년 : 《작업의 정석》- 서민준 역
- 2019년 : 《의병이여 영원하라》
- 2020년 : 《리미트》- 구봉필 역

### 뮤지컬
- 2020년 : 《김종욱 찾기》